# Tranh chấp quần đảo Åland

Vị trí quần đảo Åland

Bản đồ quần đảo Åland

Tranh chấp quần đảo Åland (tiếng Thụy Điển: Ålandsfrågan, n.đ. 'vấn đề Åland') là một tranh chấp giữa Thụy Điển và Phần Lan về chủ quyền đối với quần đảo Åland sau Chiến tranh thế giới thứ nhất. Đến năm 1921, bất chấp việc phần lớn dân sự quần đảo này muốn được sáp nhập vào Thụy Điển, Hội Quốc Liên đã quyết nghị rằng chủ quyền của quần đảo Åland thuộc về Phần Lan; vì lẽ đó, Phần Lan có nghĩa vụ phải bảo vệ quyền tự trị, văn hóa và ngôn ngữ Thụy Điển cho người dân nơi đây.

## Bối cảnh
Åland vốn là một quần đảo thuộc chủ quyền của Vương quốc Thụy Điển. Tuy nhiên đến năm 1809, sau khi thua Đế quốc Nga trong Chiến tranh Phần Lan, đại diện hai nước đã ký kết Hòa ước Fredrikshamn, công nhận chủ quyền của Nga đối với quần đảo Åland. Kể từ đó, quần đảo Åland thuộc quyền Đại công quốc Phần Lan, một nhà nước tự trị bán phần trong Đế quốc Nga.
Đến năm 1856, sau khi thua cuộc trong Chiến tranh Krym, Nga ký Hòa ước Paris với liên quân Anh–Pháp–Osman, theo đó Nga bị cấm chỉ không được xây công sự trên bán đảo Åland. Đến năm 1908, Nga tiến hành thay đổi địa vị của quần đảo, vi phạm Hòa ước Paris và do đó vấp phải nhiều sự kháng cự. Trong Chiến tranh thế giới thứ nhất, Nga cho xây dựng một căn cứ tiềm thủy đĩnh tại Åland nhằm phục vụ lực lượng Nga và Vương quốc Anh.

## Xung đột, cùng ngoại quốc can thiệp (1917–1918)
Sau Cách mạng Tháng Tám năm 1917, Phần Lan tuyên bố độc lập khỏi Nga. Cùng lúc đó, dân sự nói tiếng Thụy Điển tại Åland cũng rục rịch đòi hỏi chế độ tự quản và sau hết là cuộc sáp nhập vào Thụy Điển. Vào thời điểm đó, hơn 90% dân số Åland nói tiếng Thụy Điển, trái ngược với đại bộ phận dân số Phần Lan trong lục địa không nói tiếng Thụy Điển hoặc nói rất ít.
Nhiều nhà hoạt động chính trị Thụy Điển cũng lên tiếng ủng hộ ý định của nhân dân Åland, tuy nhiên chính quyền Thụy Điển quyết giữ vị thế trung lập. Đến tháng 1 năm 1918, Nội chiến Phần Lan nổ ra. Tình trạng bất ổn trên quần đảo Åland do quân lính Liên Xô gây ra đã thôi thúc Thụy Điển cử vài đội hải quân tới để đưa thường dân đi di tản. Không những vậy, sứ mạng trên của Thụy Điển còn giúp hạ nhiệt căng thẳng giữa quân lính Liên Xô và dân quân địa phương trên quần đảo.
Chính quyền Bạch vệ Phần Lan ở Vaasa coi đây là một mối đe dọa tiềm ẩn, và với sự hậu thuẫn của Đế quốc Đức, họ bắt đầu thúc giục Thụy Điển rút binh về nước. Đến tháng 3 năm 1918, quân lính Đức đặt chân đến Åland, còn quân lính Thụy Điển thì rút về nước không lâu sau đó.
Đến sau, Thụy Điển, Phần Lan và Đức đạt được đồng thuận về việc phá dỡ các công sự của Nga trên đất Åland. Cùng lúc đó, một số người Åland ở thủ đô Helsinki đã thành lập Ủy ban Åland để cổ võ quyền tự quản của Åland trong Phần Lan.

## Tranh chấp ngoại giao và phán quyết của Hội Quốc Liên (1919–1921)
Cả Phần Lan và Thụy Điển đều tuyên bố chủ quyền đối với quần đảo Åland vào năm 1919. Phần Lan cho rằng Åland có mối liên hệ địa lý lẫn lịch sử rất mật thiết với đất nước mình. Thụy Điển thì quả quyết rằng ý nguyện của dân sự Åland là được sáp nhập vào Thụy Điển.
Đến sau, Thụy Điển đề xuất tổ chức một cuộc trưng cầu dân ý, nhưng ý tưởng này bị Phần Lan khước từ. Thay vào đó, Phần Lan thông qua một sắc luật cho phép Åland được nắm quyền tự trị về văn hóa và chính trị. Mặc dù vậy, một số đại biểu hàng đầu của Åland như Julius Sundblom và Carl Björkman đã phản đối sắc luật này và bị bắt giam trong khoảng thời gian ngắn.
Đến sau, cuộc tranh chấp trên được trình lên cho Hội Quốc Liên phán định. Hội Quốc Liên đã phái một nhóm chuyên gia pháp chế cùng 3 báo cáo viên tới Åland, Thụy Điển và Pháp để thu thập thông tin. Trong phái bộ trên, đại biểu của Phần Lan là Carl Enckell, mà đại biểu của Thụy Điển là Erik Palmstierna.
Đến tháng 6 năm 1921, Hội Quốc Liên ra phán quyết rằng Phần Lan sẽ tiếp tục nắm giữ chủ quyền đối với Åland. Bên cạnh đó, Phần Lan cũng có nghĩa vụ bảo vệ ngôn ngữ, văn hóa và truyền thống của nhân dân quần đảo Åland. Nghị quyết trên phản ánh những nỗ lực ngoại giao của Phần Lan cùng sự ủng hộ từ Nhật Bản – quốc gia tuyên bố Åland là một phần của quần đảo Phần Lan.

## Tiến triển
Quan hệ ngoại giao giữa Thụy Điển và Phần Lan từng bước được cải thiện trong hai thập niên 1920 và 1930. Vào năm 1930, hai quốc gia đã thảo luận với nhau về Kế hoạch Stockholm – kế hoạch củng cố và phòng thủ chung đối với quần đảo Åland, nhưng phải hủy bỏ do bị Liên Xô phản đối.
Trong suốt Chiến tranh thế giới thứ hai, Thụy Điển duy trì lập trường trung lập và không can thiệp vào Åland. Theo thời gian, nhiều người dân quần đảo Åland bắt đầu xem cuộc cai trị của Phần Lan là công bằng và đầy thiện chí.

## Quyền tự trị và di sản
Theo Đạo luật Tự trị Åland, quần đảo Åland được quyền thiết lập nghị viện riêng, cùng được ban cho nhiều quyền lợi về văn hóa và chính trị. Hội Quốc Liên cho rằng những đảm bảo trên là vừa đủ để bảo tồn bản sắc nhân dân và quần đảo Åland. 
Vào nửa sau thế kỷ 20, nhiều người dân Åland không còn coi mình là người Thụy Điển nữa, nhưng là một dân tự trị có nền văn hóa độc đáo trong Phần Lan.